# Groupe D des éliminatoires de la Coupe d'Afrique des nations de football 2019
Navigation
Groupe C Groupe E
Le groupe D des qualifications à la Coupe d'Afrique des nations de football 2019 est une compétition qualificative pour la phase finale de la Coupe d'Afrique des nations de football 2019. Ce groupe est composé de l'Algérie, du Bénin, de la Gambie et du Togo. L'Algérie et le Bénin terminent aux deux premières places et se qualifient pour la CAN 2019.

## Tirage au sort
Le tirage au sort se déroule le 12 janvier 2017 à Libreville. Les 51 sélections africaines sont classées dans cinq chapeaux selon un classement CAF construit à partir des résultats dans les CAN précédentes.
Le tirage au sort désigne les équipes suivantes dans le groupe D :
- Chapeau 1 : Algérie (4e du classement CAF)
- Chapeau 2 : Togo (21e du classement CAF)
- Chapeau 3 : Bénin (29e du classement CAF)
- Chapeau 4 : Gambie (45e du classement CAF)

## Classement
| Rang | Équipe  | Pts | J | G | N | P | Bp | Bc | Diff |  | Résultats (▼ dom., ► ext.) |     |     |     |     |
| ---- | ------- | --- | - | - | - | - | -- | -- | ---- |  | -------------------------- | --- | --- | --- | --- |
| 1    | Algérie | 11  | 6 | 3 | 2 | 1 | 9  | 4  | +5   |  | Algérie                    |     | 2-0 | 1-1 | 1-0 |
| 2    | Bénin   | 10  | 6 | 3 | 1 | 2 | 5  | 6  | -1   |  | Bénin                      | 1-0 |     | 1-0 | 2-1 |
| 3    | Gambie  | 6   | 6 | 1 | 3 | 2 | 6  | 6  | 0    |  | Gambie                     | 1-1 | 3-1 |     | 0-1 |
| 4    | Togo    | 5   | 6 | 1 | 2 | 3 | 4  | 8  | -4   |  | Togo                       | 1-4 | 0-0 | 1-1 |     |

## Résultats
| 1re journée              | Algérie   | 1 - 0   | Togo | Stade Mustapha Tchaker, Blida                 |                                               |
| 13 juin 2017 20h30 UTC+1 | Hanni 22e | (1 - 0) |      | Spectateurs : 20 000 Arbitrage : Joshua Bondo | Spectateurs : 20 000 Arbitrage : Joshua Bondo |
| 13 juin 2017 20h30 UTC+1 | Rapport   |         |      | Spectateurs : 20 000 Arbitrage : Joshua Bondo | Spectateurs : 20 000 Arbitrage : Joshua Bondo |

| 13 juin 2017 | Bénin         | 1 - 0   | Gambie | Stade de l'Amitié, Cotonou                     |                                                |
| 16h00 UTC+3  | Sessègnon 53e | (1 - 0) |        | Spectateurs : 12 000 Arbitrage : Boubou Traoré | Spectateurs : 12 000 Arbitrage : Boubou Traoré |
| 16h00 UTC+3  | Rapport       |         |        | Spectateurs : 12 000 Arbitrage : Boubou Traoré | Spectateurs : 12 000 Arbitrage : Boubou Traoré |

| 2e journée                   | Gambie     | 1 - 1   | Algérie       | Stade de l'Indépendance, Bakau                    |                                                   |
| 8 septembre 2018 20h00 UTC+1 | Ceesay 49e | (0 - 0) | Bounedjah 47e | Spectateurs : 45 000 Arbitrage : Youssef Essrayri | Spectateurs : 45 000 Arbitrage : Youssef Essrayri |
| 8 septembre 2018 20h00 UTC+1 | Rapport    |         |               | Spectateurs : 45 000 Arbitrage : Youssef Essrayri | Spectateurs : 45 000 Arbitrage : Youssef Essrayri |

| 9 septembre 2018 | Togo    | 0 - 0   | Bénin | Stade de Kégué, Lomé                                |                                                     |
| 18h00 UTC+1      |         | (0 - 0) |       | Spectateurs : 20 000 Arbitrage : Noureddine Jaafari | Spectateurs : 20 000 Arbitrage : Noureddine Jaafari |
| 18h00 UTC+1      | Rapport |         |       | Spectateurs : 20 000 Arbitrage : Noureddine Jaafari | Spectateurs : 20 000 Arbitrage : Noureddine Jaafari |

| 3e journée                  | Togo       | 1 - 1   | Gambie    | Stade de Kégué, Lomé                          |                                               |
| 12 octobre 2018 17h00 UTC+1 | Denkey 83e | (0 - 1) | Ceesay 7e | Spectateurs : 10 000 Arbitrage : Antoine Effa | Spectateurs : 10 000 Arbitrage : Antoine Effa |
| 12 octobre 2018 17h00 UTC+1 | Rapport    |         |           | Spectateurs : 10 000 Arbitrage : Antoine Effa | Spectateurs : 10 000 Arbitrage : Antoine Effa |

| 12 octobre 2018 | Algérie                        | 2 - 0   | Bénin | Stade Mustapha Tchaker, Blida                      |                                                    |
| 21h45 UTC+1     | Bensebaini 21e · Bounedjah 75e | (1 - 0) |       | Spectateurs : 30 000 Arbitrage : Sékou Ahmed Touré | Spectateurs : 30 000 Arbitrage : Sékou Ahmed Touré |
| 21h45 UTC+1     | Rapport                        |         |       | Spectateurs : 30 000 Arbitrage : Sékou Ahmed Touré | Spectateurs : 30 000 Arbitrage : Sékou Ahmed Touré |

| 4e journée                  | Bénin               | 1 - 0   | Algérie | Stade de l'Amitié, Cotonou                        |                                                   |
| 16 octobre 2018 17h00 UTC+1 | Sessi d'Almeida 16e | (1 - 0) |         | Spectateurs : ~ 15 000 Arbitrage : Jackson Pavaza | Spectateurs : ~ 15 000 Arbitrage : Jackson Pavaza |
| 16 octobre 2018 17h00 UTC+1 | Rapport             |         |         | Spectateurs : ~ 15 000 Arbitrage : Jackson Pavaza | Spectateurs : ~ 15 000 Arbitrage : Jackson Pavaza |

| 16 octobre 2018 | Gambie  | 0 - 1   | Togo              | Stade de l'Indépendance, Bakau                              |                                                             |
| 18h30 UTC+1     |         | (0 - 0) | Floyd Ayité 90+2e | Spectateurs : 12 000 Arbitrage : Hélder Martins de Carvalho | Spectateurs : 12 000 Arbitrage : Hélder Martins de Carvalho |
| 18h30 UTC+1     | Rapport |         |                   | Spectateurs : 12 000 Arbitrage : Hélder Martins de Carvalho | Spectateurs : 12 000 Arbitrage : Hélder Martins de Carvalho |

| 5e journée                   | Gambie                                     | 3 - 1   | Bénin      | Stade de l'Indépendance, Bakau               |                                              |
| 17 novembre 2018 17h30 UTC+1 | L. Jallow 70e · Jobe 78e · A. Jallow 90+4e | (0 - 1) | Mounié 34e | Spectateurs : 18 000 Arbitrage : Sadok Selmi | Spectateurs : 18 000 Arbitrage : Sadok Selmi |
| 17 novembre 2018 17h30 UTC+1 | Rapport                                    |         |            | Spectateurs : 18 000 Arbitrage : Sadok Selmi | Spectateurs : 18 000 Arbitrage : Sadok Selmi |

| 18 novembre 2018 | Togo     | 1 - 4   | Algérie                                               | Stade Général Eyadema (en), Lomé               |                                                |
| 17h00 UTC+1      | Laba 53e | (0 - 3) | Mahrez 14e · Attal 28e · Mahrez 30e · Bounedjah 90+2e | Spectateurs : 26 000 Arbitrage : Davies Omweno | Spectateurs : 26 000 Arbitrage : Davies Omweno |
| 17h00 UTC+1      | Rapport  |         |                                                       | Spectateurs : 26 000 Arbitrage : Davies Omweno | Spectateurs : 26 000 Arbitrage : Davies Omweno |

| 6e journée   | Bénin                   | 2 - 1 | Togo         | Stade de l'Amitié, Cotonou        |                                   |
| 24 mars 2019 | Djigla 12e · Mounié 83e | (1-0) | 72e Adebayor | Arbitrage : Bamlak Tessema Weyesa | Arbitrage : Bamlak Tessema Weyesa |
| 24 mars 2019 | Rapport                 |       |              | Arbitrage : Bamlak Tessema Weyesa | Arbitrage : Bamlak Tessema Weyesa |

| 22 mars 2019 | Algérie   | 1 - 1   | Gambie      | Stade Mustapha Tchaker, Blida |                         |
| 20h45 UTC+1  | Abeid 43e | (1 - 0) | 90+2e Danso | Arbitrage : Sidi Alioum       | Arbitrage : Sidi Alioum |
| 20h45 UTC+1  | Rapport   |         |             | Arbitrage : Sidi Alioum       | Arbitrage : Sidi Alioum |

## Liste des buteurs
| Pos | Joueur             | Pays    | Buts |
| --- | ------------------ | ------- | ---- |
| 1   | Baghdad Bounedjah  | Algérie | 3    |
| 2   | Riyad Mahrez       | Algérie | 2    |
| 2   | Momodou Ceesay     | Gambie  | 2    |
| 2   | Steve Mounié       | Bénin   | 2    |
| 3   | Ramy Bensebaini    | Algérie | 1    |
| 3   | Sofiane Hanni      | Algérie | 1    |
| 3   | Mehdi Abeid        | Algérie | 1    |
| 3   | Youcef Attal       | Algérie | 1    |
| 3   | Sessi d'Almeida    | Bénin   | 1    |
| 3   | David Djigla       | Bénin   | 1    |
| 3   | Stéphane Sessègnon | Bénin   | 1    |
| 3   | Mamadou Danso      | Gambie  | 1    |
| 3   | Ablie Jallow       | Gambie  | 1    |
| 3   | Lamin Jallow       | Gambie  | 1    |
| 3   | Bubacarr Jobe      | Gambie  | 1    |
| 3   | Emmanuel Adebayor  | Togo    | 1    |
| 3   | Floyd Ayité        | Togo    | 1    |
| 3   | Kévin Denkey       | Togo    | 1    |
| 3   | Kodjo Fo Doh Laba  | Togo    | 1    |

## Liste des passeurs
| Pos | Joueur           | Pays    | Buts |
| --- | ---------------- | ------- | ---- |
| 1   | Sofiane Feghouli | Algérie | 1    |
| 1   | Mehdi Tahrat     | Algérie | 1    |
| 1   | Islam Slimani    | Algérie | 1    |
| 1   | Lamin Jallow     | Gambie  | 1    |